# SAS (소프트웨어)
SAS(Statistical Analysis System)는 고급 분석, 다변량 분석, 비즈니스 인텔리전스, 데이터 관리, 예측 분석을 위해 SAS 인스티튜트가 개발한 소프트웨어 제품군의 하나이다. SAS는 1966년부터 SAS 인스티튜트를 설립한 1976년까지 노스캐롤라이나 주립 대학교에서 개발하였다. SAS는 1980년대와 1990년대 들어 새로운 통계 절차의 추가, 추가적인 구성 요소, JMP의 도입과 더불어 추가 개발하였다. 새로운 인터페이스를 2004년 버전 9에 추가했다. 소셜 미디어 분석 제품은 2010년에 추가했다.

## 기술 개요
SAS 소프트웨어 제품군은 200개 이상의 구성요소들이 있다. SAS 구성 요소들 가운데 일부는 다음을 포함한다:
- Base SAS – 기본 절차 및 데이터 관리
- SAS/STAT – 통계 해석
- SAS/GRAPH – 그래픽스 및 프레젠테이션
- SAS/OR – 운영 연구
- SAS/ETS – 계량경제학 및 시계열 분석
- SAS/IML – 상호작용 매트릭스 언어(Interactive matrix language)
- SAS/AF – 응용 프로그램 기능
- SAS/QC – 품질 제어
- SAS/INSIGHT – 데이터 마이닝
- SAS/PH – 임상 시험 분석
- Enterprise Miner – 데이터 마이닝
- Enterprise Guide - GUI 기반 코드 편집기, 프로젝트 관리자
- SAS EBI - 비즈니스 인텔리전스 응용 프로그램 제품군
- SAS Grid Manager - SAS 그리드 컴퓨팅 환경 관리자

## 같이 보기
- JMP (소프트웨어)
- R (프로그래밍 언어)